# Karla Homolka
Pour les articles homonymes, voir Homolka.
Karla Leanne Teale (née Karla Homolka le 4 mai 1970 à Port Credit en Ontario au Canada) est une criminelle canadienne, ex-épouse et complice du tueur en série Paul Bernardo. Ils furent surnommés « Ken et Barbie ». 

## Biographie
Elle étudie à l'école secondaire Sir Winston Churchill à Saint Catharines en Ontario, où elle emménage lorsqu'elle est enfant. Après ses études secondaires, elle travaille dans une clinique vétérinaire et, en octobre 1987, rencontre Paul Bernardo à une convention de l'industrie animalière à Toronto.

### Meurtres en série (1990-1993)
Le 24 décembre 1990, la petite sœur de Karla, Tammy Homolka, alors âgée de quinze ans, est droguée et violée par le couple avant de mourir, étouffée par ses vomissements. Le 15 juin de l'année suivante, c'est au tour de Leslie Mahaffy, 14 ans, d'être enlevée par Paul Bernardo : elle est violée à répétition et étranglée avec un fil électrique. Son corps, débité en morceaux, est coulé dans du ciment et jeté au fond du lac Gibson.
Le 29 juin 1991, Paul Bernardo et Karla Homolka se marient, alors que le corps de Leslie Mahaffy est découvert.
Le 18 avril 1992, le couple passe de nouveau à l'acte : de même que Leslie Mahaffy, Kristen French, 15 ans, est enlevée, droguée et violée à répétition avant d'être étranglée par Bernardo.
L'année suivante, Karla Homolka est hospitalisée à la suite des mauvais traitements infligés par son mari. La police découvre alors que Bernardo est le « violeur de Scarborough », en analysant des échantillons de substances corporelles prélevés sur Paul Bernardo vingt-six mois auparavant. Une expertise psychiatrique sur Karla Homolka, conduite peu après qu'elle eut avoué le rôle du couple dans les meurtres des adolescentes French et Mahaffy, révèle un état psychique dégradé.

### Peine et libération (1994-2005)
Après avoir collaboré avec les autorités dans la poursuite de Paul Bernardo, elle divorce de ce dernier au printemps 1994 et purge une peine de douze ans pour homicide involontaire coupable, peine légère obtenue pour avoir collaboré à l'enquête. Durant sa captivité et pendant plusieurs années, elle entretient une relation épistolaire avec un autre meurtrier, le Français Jean-Paul Gerbet, qui a assassiné en 1998 son ex-compagne Cathy Carretta, à Laval.
Elle est libérée le 4 juillet 2005. Sa responsabilité dans la mort de plusieurs jeunes filles — dont sa propre sœur, Tammy Homolka — tuées par Paul Bernardo est avérée. Pour cette raison, sa libération cause maintes inquiétudes parmi la population, malgré les assurances des autorités. 
Pendant une entrevue avec la chaîne Radio-Canada, à peine deux heures après sa sortie de prison, Karla Homolka dit : « Souvent je pleure. Je n'arrive pas à me pardonner. Je pense à ce que j'ai fait, puis je pense que je ne mérite pas d'être heureuse à cause de ça. » Elle explique aussi qu'elle voudrait refaire sa vie au Québec, dans une contrée de langue française, parce qu'elle a été injustement traitée par les médias au Canada anglophone.
La libération de Karla Homolka entraîne des discussions sur le rétablissement de la peine de mort au Canada. Elle constitue un exemple souvent cité par ses défenseurs dans la presse écrite et sur les tribunes populaires.
« Je ne veux pas être traquée. Je ne veux pas que le monde pense que je suis quelqu'un de dangereux qui va faire quelque chose à leurs enfants », dit-elle pour expliquer sa décision d'accorder l'entrevue exclusive au Téléjournal / Le Point.
En 2006, un film proposant une biographie romancée de sa vie est diffusé sur les écrans nord-américains. Le titre du film est Perverse Karla.

### Vie recomposée (après 2007)
Disparue de l'espace public depuis 2007, Karla Homolka aurait été retrouvée en mai 2012 en Guadeloupe par la journaliste Paula Todd. Elle porte le nom de Leanne Bordelais et a trois enfants de Thierry Bordelais, le frère de son avocate, Sylvie Bordelais, à l'époque des meurtres. Ils vivent ensemble dans une région éloignée de la Guadeloupe. En 2014, elle acquiert une maison à Châteauguay au Québec, ses enfants y étant scolarisés.
En 2007, une rumeur apparaît sur Internet disant que Homolka est en couple avec un certain Luka Rocco Magnotta, futur assassin canadien. Certains accusent ce dernier d'avoir lancé cette rumeur pour faire parler de lui pour ensuite contacter les médias afin de démentir ce qu'il avait lui-même inventé. Il a par exemple été interviewé par un journaliste du Toronto Sun où il explique comment sa vie a été ruinée par ces rumeurs,. Dans un livre publié en 2018, sa mère explique toutefois que c'est l'administrateur d'un groupe de Facebook appelé « Watching Karla Homolka » qui serait derrière cette rumeur. Un documentaire a été réalisé la même année portant sur ce groupe connu pour traquer Homolka depuis plusieurs années.
En 2016, plusieurs médias, dont La Presse et les chaînes City News et Global, confirment qu'Homolka vit depuis au moins deux ans à Châteauguay, en Montérégie, dans une maison qu'elle possède avec son mari. Le couple élève alors leurs trois enfants, qui fréquentent l'école primaire anglophone Centennial Park Elementary School. Des parents d'élèves manifestent publiquement leur inquiétude face à sa présence, ce à quoi son mari réagit en affirmant que sa famille a le droit d'habiter où elle veut et que leurs enfants ont le droit d’aller à l'école comme tout le monde.
En mai 2017, Homolka est de nouveau au cœur d'une controverse lorsqu'on apprend qu’elle a effectué du bénévolat à l'Académie adventiste Greaves, une école chrétienne privée de l’arrondissement Notre-Dame-de-Grâce à Montréal, fréquentée par ses enfants. Elle y aurait notamment supervisé une sortie scolaire et amené son chien en classe afin de socialiser avec les élèves. L’Église adventiste du septième jour, qui gère l'établissement d'enseignement, précise par la suite qu’aucune personne avec un casier judiciaire ne pourra désormais agir à titre de bénévole.
En 2019, VIVA Média rapportent qu’Homolka habite désormais dans un quartier résidentiel de Salaberry-de-Valleyfield, sous le nom de Leanne Teale. Selon leurs observations, elle n'y vivrait plus avec Thierry Bordelais, mais plutôt avec le propriétaire de l'immeuble où elle réside. Aucune trace de ses enfants n'a été constatée à ce moment.

## Chronologie
- Octobre 1987 : première rencontre à Toronto de Paul Bernardo et Karla Homolka.
- 24 décembre 1990 : meurtre de Tammy, 15 ans, la sœur de Karla.
- 5 juin 1991 : meurtre de Leslie Mahaffy, 14 ans.
- 29 juin 1991 : mariage de Paul Bernardo et Karla Homolka. Découverte du corps de Leslie Mahaffy.
- 18 avril 1992 : meurtre de Kristen French, 15 ans.
- 6 janvier 1993 : Karla Homolka, victime de violences domestiques, est admise à l'hôpital général de Saint Catharines.
- 6 juillet 1993 : Karla Homolka est condamnée à une peine totale de douze ans de prison.
- Printemps 1994 : Karla Homolka et Paul Bernardo sont officiellement divorcés.
- 4 juillet 2005 : Karla Homolka est libérée après avoir purgé la totalité de sa peine